# Leptotarsus cinereilinea
Leptotarsus cinereilinea är en tvåvingeart som först beskrevs av Alexander 1921.  Leptotarsus cinereilinea ingår i släktet Leptotarsus och familjen storharkrankar. Inga underarter finns listade i Catalogue of Life.